# メイジャー・ハリス
メイジャー・ハリス（Major Harris、1947年2月9日 - 2012年11月9日）は、アメリカ合衆国出身のソウル・R&B歌手。デルフォニックスの一員としても活躍した。

## 経歴
バージニア州リッチモンド生まれ。初期はグループのシンガーだった。1970年代初頭、デルフォニックスのメンバーとなる。1974年にソロ活動のため脱退。
アトランティック・レコードと契約し、数々のヒットを飛ばす。最大のヒットは1975年9月の「愛の香り (Love Won't Let Me Wait)」で、米Billboard Hot 100で最高5位、英国で最高37位を記録する。

## ディスコグラフィ

### スタジオ・アルバム
- 『マイ・ウェイ』 - My Way (1974年、Atlantic)
- Live! (1975年、WMOT) ※with Blue Magic、Margie Joseph
- 『ジェラシー』 - Jealousy (1976年、Atlantic)
- 『ハウ・ドゥ・ユー・テイク・ユア・ラヴ』 - How Do You Take Your Love (1978年、RCA)
- I Believe in Love (1984年、Streetwave)

### シングル
- "Each Morning I Wake Up" (1974年)
- 「愛の香り」 - "Love Won't Let Me Wait" (1975年)
- 「愛の終りに」 - "I Got Over Love" (1976年)
- "It's Got to Be Magic" (1976年)
- "Jealousy" (1976年)
- "Laid Back Love" (1976年)
- "Here We Are" (1981年)
- "All My Life" (1983年)
- "I Want Your Love" (1983年)
- "Gotta Make Up Your Mind" (1984年)
- "I Believe in Love" (1984年)